# Reino de Laos

Palacio real en Luang Prabang

El Reino de Laos fue un Estado soberano desde 1953 hasta diciembre de 1975, en que el Pathet Lao derrocó al gobierno y creó la República Democrática Popular Lao. Teniendo en cuenta la autonomía en 1949 como parte de una federación con el resto de la Indochina francesa, el tratado franco-laosiano de 1953 estableció finalmente un Estado soberano e independiente: Laos. 
Pero esto se hizo sin establecer quién gobernaría el país. En los años siguientes, tres grupos lucharon por el poder: los neutralistas por el príncipe Souvanna Phouma, el partido de derecha que apoyaba al príncipe Boun Oum de Champassak, y la izquierda, representada por el Frente Patriótico de Laos respaldado por Vietnam (ahora llamado Pathet Lao) por el príncipe Souphanouvong y el futuro primer ministro Kaysone Phomvihane.

## Gobierno
Tras el Tratado Franco-Laosiano de 1953, que dio la independencia de Laos, el Real Gobierno de Laos tomó el control del país. Este tratado estableció una monarquía constitucional, con Sisavang Vong como Rey y el Príncipe Souvanna Phouma como primer ministro. En este momento, Luang Prabang fue la capital real.
Muchos intentos se hicieron para establecer los gobiernos de coalición: un gobierno de unidad nacional fue establecido en 1958 por el príncipe Souvanna Phouma, pero solo sobrevivió unos meses. El presidente del Gobierno, que según la Constitución designó a sus ministros y recibió el asesoramiento del Rey, hizo un trato con su hermano, el príncipe Souphanouvong: Souvanna Phouma dio a los comunistas de dos asientos en el Consejo de Ministros, y a cambio Souphanouvong integraría 1500 de sus 6000 tropas comunistas en el ejército real. A su medio hermano se le dio el cargo de Ministro de Planificación, Reconstrucción y Urbanización, mientras que otro miembro del Partido Comunista fue nombrado ministro de la Religión y Bellas Artes

## Fuerzas armadas
El Reino de Laos se dividió en cinco regiones militares. 
El ejército se divide en tres ramas: el Ejército Real de Laos, la Armada Real de Laos y la Fuerza Aérea Real de Laos, que estaban bajo el control del Ministerio de Defensa en Vientián.
Estados Unidos suministró a la Real Armada con veinte barcos de patrullaje fluvial y dieciséis lanchas de desembarco anfibio. Entre 1962 y 1971, los Estados Unidos proporcionó a Laos $ 500 millones de dólares en ayuda militar, sin incluir el costo de equipar y entrenar a las fuerzas irregulares y paramilitares.

## Relaciones exteriores
El Gobierno del Reino de Laos tenía estrechas relaciones con los Estados Unidos, quien dio apoyo y ayudó en la campaña contra el Pathet Lao y el movimiento comunista de Vietnam del Norte. El rey Savang Vatthana visitó los Estados Unidos en 1963 para reunirse con el presidente Kennedy.
Laos fue también apoyado por Francia, Australia, Birmania, Tailandia y Japón.

## Caída del gobierno
En 1960, en medio de una serie de rebeliones, estalló la lucha entre el Ejército Real de Laos y el Pathet Lao. Un segundo gobierno provisional de unidad nacional formado por el príncipe Souvanna Phouma en 1962 fracasó, y la situación se deterioró a partir de entonces, ya que el conflicto en Laos se convirtió en un foco de rivalidad entre las superpotencias.
Alarmado por el creciente poder e influencia del Việt Minh, y por temor a la expansión del comunismo, Estados Unidos comenzó a prestar ayuda a Laos en 1953, en un proceso que engendra corrupción generalizada dentro del Gobierno del Reino. la participación de Estados Unidos volvió a aumentar en la década de 1960, cuando, en respuesta a lo que percibió como un intento comunista apoyado por los soviéticos de tomar el poder en Laos[cita requerida], Estados Unidos lanzó una guerra encubierta en Laos, que representaba una violación directa a la Conferencia de Ginebra de 1954[cita requerida]. Se trataba de una gran cantidad de ayuda militar, incluyendo el entrenamiento y equipamiento de las fuerzas del general Vang Pao, en la Provincia de Xiangkhoang por Fuerzas Especiales de EE.UU, y el traslado de hombres y equipo a Laos desde Tailandia por las líneas aéreas comerciales de la CIA, Air America.
Finalmente, se consiguió un alto el fuego en febrero de 1973, tras los Acuerdos de Paz de París entre Estados Unidos y Vietnam del Norte. En abril de 1974, se estableció otro Gobierno Provisional de Unidad Nacional, una vez más con el príncipe Souvanna Phouma como primer ministro. Sin embargo, en este momento, las zonas controladas por las fuerzas del Pathet Lao abarcaban gran parte del país, y después de las caídas de Nom Pen y de Saigón en abril de 1975, avanzaron sobre la capital, que tomaron el 23 de agosto.
El 2 de diciembre de 1975 en Vientián, el príncipe Vongsavang presentó la carta de abdicación del rey Savang Vatthana al Pathet Lao. La República Democrática Popular Lao fue establecida con el príncipe Souphannavong como Presidente. Kaysone Phomvihane actuó como primer ministro y Secretario General del Partido Popular Revolucionario de Laos.